# Adam Berdichevsky
Adam Berdichevsky (en hebreo: אדם ברדיצ'בסקי‎; nacido el 19 de octubre de 1983) es un jugador de tenis en silla de ruedas paralímpico israelí. Representó a Israel en los Juegos Paralímpicos de Río de Janeiro 2016 y en los Juegos Paralímpicos de Tokio 2020. Representó a Israel en los Juegos Paralímpicos de París 2024, tanto en individuales como en dobles.
Nació en el kibutz de Nir Yitzhak, cerca de la frontera con la Franja de Gaza ocupada por Israel. Sirvió en el ejército israelí, donde conoció a su esposa. Posteriormente estudió ingeniería mecánica en la Universidad Ben-Gurión y la Universidad de Ariel, donde obtuvo una licenciatura, y ahora trabaja como ingeniero mecánico. Perdió la mayor parte de su pierna izquierda en un accidente de navegación durante unas vacaciones en Tailandia en 2007. Él, su esposa y sus tres hijos sobrevivieron al ataque liderado por Hamás en 2023 contra Israel.
A diciembre de 2203, fue clasificado como el número 1 en tenis en silla de ruedas masculino en Israel. Al 26 de agosto de 2024, ocupaba el puesto número 41 a nivel mundial en individuales y el número 63 en dobles según la Federación Internacional de Tenis (cada uno más bajo que cualquier clasificación que tuvo en los seis años anteriores al ataque de Hamás), mientras que sus mejores puestos en su carrera fueron el número 20 en individuales y el número 28 en dobles.

## Primeros años de vida
Nació, creció y crio a su familia en el kibutz de Nir Yitzhak, cerca de la frontera con la Franja de Gaza. En 2019, al hablar de los ataques con cohetes de Hamás al kibutz, dijo: «No le daré a Hamás el placer de huir del kibutz. Este es mi hogar». Sirvió en la Brigada Nahal del ejército israelí, donde conoció a su esposa, Hila. Posteriormente estudió ingeniería mecánica en la Universidad Ben-Gurión y laUniversidad de Ariel, donde obtuvo una licenciatura, y ahora trabaja como ingeniero mecánico. Habla tanto hebreo como inglés.

## Vida personal

### Accidente
Después de completar su servicio militar, él y su novia (ahora esposa) Hila, emprendieron un año de viaje. Después de visitar Australia y Nueva Zelanda, en septiembre de 2007 hicieron escala en Tailandia.
Cuatro días antes de su regreso planeado a Israel, mientras estaban en un viaje en ferry por las islas del sur de Tailandia, el ferry se vio atrapado en una fuerte tormenta cerca de Ko Phi Phi. Cuando el ferry empezó a volcar, hundirse y volcarse, los dos saltaron al agua. Quedó atrapado en el motor y la hélice del motor, lo que le cortó la mayor parte de la pierna izquierda y le rompió y casi le cortó la pierna derecha; un compatriota israelí murió en el accidente.
Berdichevsky se sometió a rehabilitación en el Centro Médico Soroka. Ahora usa prótesis para caminar.

### Ataque liderado por Hamás contra Israel en 2023

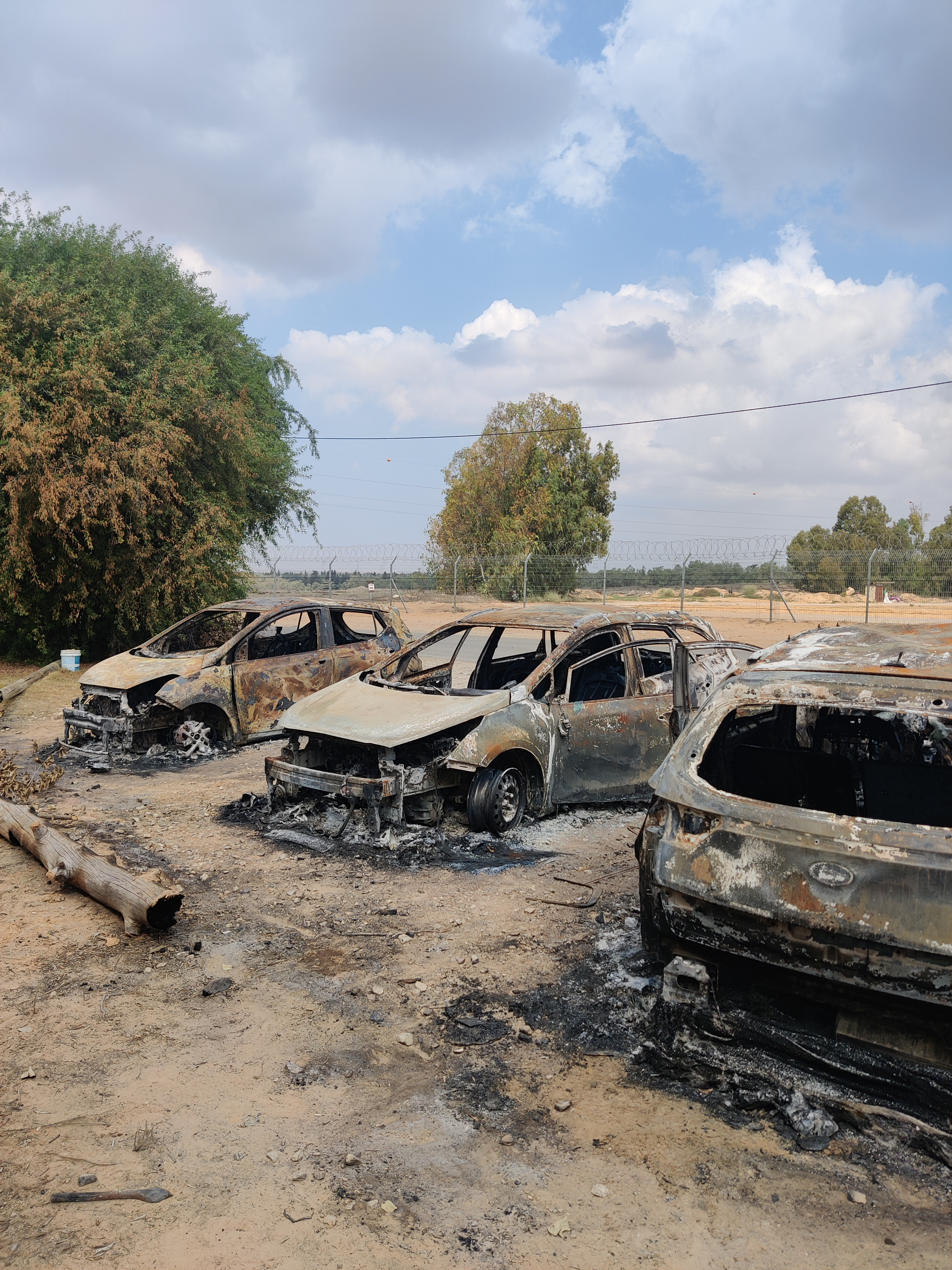
Vehículos en Nir Yitzhak después del ataque liderado por Hamás.

Berdichevsky, su esposa Hila y sus tres hijos pequeños vivían en el kibutz de Nir Yitzhak, a dos millas de Gaza, cuando fue atacado por las fuerzas de Hamás el 7 de octubre de 2023. Se escondieron en una habitación segura de su casa. Según Berdichevsky, se armó con dos cuchillos de su cocina y les dijo a sus hijos que se escondieran debajo de las camas si los militantes entraban. La familia oyó fuertes disparos de fusiles Kalashnikov y sonidos de militantes atacando y matando a sus vecinos. Cuatro amigos cercanos de la familia fueron asesinados antes de que llegaran las Fuerzas de Defensa de Israel.
Diez meses después dijo, sobre el 7 de octubre: «Por supuesto, todo el tiempo me pasa por la cabeza. No puedo dejar de pensar en ello». Berdichevsky dijo que desde el ataque: «para mí nada es realmente importante. Si pierdo, pierdo. Si gano, gano. Antes de eso, si perdía un partido, me tomaba uno o dos días volver a estar bien».
Tras el ataque, la familia fue evacuada a Eilat, Israel. El día del ataque, su mejor amigo y compañero israelí de tenis en silla de ruedas, Guy Sasson, invitó a Berdichevsky y su familia a Houston, Texas, donde Sasson vivía temporalmente mientras su esposa cursaba sus estudios de medicina. En diciembre, su familia se mudó temporalmente a Texas para vivir cerca de Sasson.

## Carrera de tenis en silla de ruedas
Antes de jugar al tenis en silla de ruedas, fue paranadador durante unos cuatro años.
Comenzó a practicar tenis en silla de ruedas en 2013 y ha ganado seis títulos nacionales israelíes (tanto en individuales como en dobles en 2018, 2020 y 2021) y ha representado a Israel en seis Campeonatos Mundiales. Hasta agosto de 2024, había ganado 21 títulos internacionales de individuales y 13 títulos internacionales de dobles. Es miembro del club Spivak Ilan Ramat Gan y su entrenador es Ofer Sela.
En los Juegos Paralímpicos de Río de Janeiro 2016, compitió en la competición individual masculina y quedó en el puesto 14. En los Juegos Paralímpicos de Tokio 2020, Berdichevsky compitió tanto en individuales masculinos (quedando en el décimo lugar) como en dobles masculinos (perdiendo en la ronda previa a los cuartos de final).

### 2024-presente; Juegos Paralímpicos de París
Fue uno de los abanderados de Israel, junto a Lihi Ben-David, en la ceremonia de apertura del Desfile de las Naciones de los Juegos Paralímpicos de París 2024. Representó a Israel en los Juegos Paralímpicos de París 2024 en individuales y en dobles junto al israelí Sergei Lysov, a los 40 años de edad.
Berdichevsky compitió en su primer partido individual en los Juegos Paralímpicos de París el 30 de agosto de 2024. Un grupo de 30 sobrevivientes de su kibutz, incluidos gemelos cuyo padre todavía estaba como rehén en Gaza, estaban allí para animarlo, sosteniendo banderas israelíes y mensajes en hebreo, junto con su esposa y sus hijos de 6, 9 y 10 años. Aproximadamente 6000 espectadores lo vieron jugar en la cancha Suzanne Lenglen en Roland Garros. En la primera ronda del torneo individual masculino, venció al italiano Luca Arca en sets seguidos y dijo: «Estoy muy feliz de haber podido dar buenos momentos en estos días malos». Fue derrotado por el chileno Alexander Cataldo en la segunda ronda.